# 時間空洞 追回被奪走的過去
《時間空洞 追回被奪走的過去》（簡稱「時間空洞」）是一個由科樂美開發及發佈的以穿越時間為題材的冒險類电子游戏，其平台為任天堂DS，於2008年3月19日在日本發佈，於同年9月23日在北美發佈，於2009年2月6日在歐洲發佈。此遊戲是由河野純子創作，而她過往創作的PlayStation 2遊戲《暗影回憶錄》亦是以穿越時間為題材。

## 遊戲
在遊戲中，玩家需要協助主角時尾歩郎尋找其失蹤的父母。在回憶閃過後，他能夠使用空洞筆（ホロウペン）停止時間，並開啟一個連接過去與現在的圓洞。在不同地區使用空洞筆，他能夠在過去取得或放置物品，或與過去的人和事互動，或觀察過去。儘管在使用空洞筆時時間會停止，但部份角色仍然能與玩家互動。玩家需要使用任天堂DS觸控筆繪畫圓洞，且關閉圓洞後空洞筆的「時間」點數便會減少一些。開啟一個城圓洞等於使用一「時間」點數，而主角的貓所找到的能量球能補充一「時間」點數。

## 角色
除了主角一家，所有角色姓氏的第一個字皆為時鐘上的數字。
- 時尾歩郎

時尾歩郎

遊戲的主角，一個與父母一起生活的高中生。在他17歲生日當天，他發現自己的父母變成早在12年前已經失蹤。為了拯救父母，他決定利用空洞筆改寫過去。「時尾歩郎」在日語是一個雙關語，其發音與日語「空洞」及「時間走廊」相同。
- 時尾亘

時尾歩郎的父親，他在兒子17歲生日當天消失。時尾亘在日語與「跨越時間」同音。
- 時尾秋

時尾歩郎的母親，他在兒子17歲生日當天消失。
- 時尾保

時尾歩郎的叔叔，時尾亘的弟弟。他是一個自由撰稿人，性格粗暴。他在時尾歩郎的父母消失後成為歩郎的監護人。他是黑之巢咖啡廳的原創辦人。時尾保在日語與「保留時間」同音。
- 猫福郎

時尾歩郎的寵物貓。猫福郎在日語與「空洞」同音。
- 一柳清作

時尾歩郎的主要敵人，起初是一位冒充古董商。他穿越時間擾亂時尾歩郎的生活以報仇。
- 一柳奈緒子

一柳清作的母親，亦擁有一支空洞筆。於35歲時因車禍去世，導致一柳清作想報復時尾歩郎—
- 二宮朔太郎

時尾歩郎的老師，喜歡問問題。
- 三原元樹

時尾歩郎的朋友，曾經是籃球選手，因腳踝受傷而選役。
- 三原和織

三原元樹的妹妹，經常捲入一柳清作引發的事件。
- 四堂駿太

時尾歩郎的朋友，喜歡漂亮且年齡較大的女孩。
- 五島 凪

時尾歩郎的朋友，在讀書時非常認真，且容易因分數問題而沮喪。
- 六條琴子

黑之巢咖啡廳的新主人。
- 七澤龍之介

八木真由的男朋友。
- 八木真由

黑之巢咖啡廳的女服務員，四堂駿太的暗戀對象，七澤龍之介的女朋友。
- 九里祥子

三原和織的朋友，害羞，戴著眼鏡。
- 十倉想乃香

圖書館的圖書管理員。
- 十一谷新

擁有一隻狗的小孩。
- 十二林花音

和全部事件有極大關聯的神秘女孩，與時尾歩郎的能力相近。
- 夏伊洛

被收留在秘密藏身處的狗。

## 評價
《時間空洞》獲得的評價不好不壞。Metacritic得出此遊戲的分數為65%。Gamespot給予遊戲5.5/10分，稱讚遊戲擁有“偉大的構想”和“生動的繪畫”，但認為遊戲本身過於簡單及劇情過於線性。IGN得出遊戲的分數為7/10分，稱讚其劇情，但指出角色的設定太枯燥。1UP.com給予遊戲C+的等級，稱讚其劇情，但就批評遊戲玩法。

## 外部連結
- 官方網站 （页面存档备份，存于） （日語）
- 訂購頁面 （日語）
- IGN預覽 （页面存档备份，存于）